# Shandon Castle
Shandon Castle ist eine abgegangene mittelalterliche Niederungsburg in der Nähe von Shandon zwischen den Siedlungen Garelochhead und Helensburgh in der schottischen Council Area Argyll and Bute an den Ufern des Gare Loch, einem Meeresarm im Firth of Clyde.
Fraser beschrieb das Gelände von Shandon Castle als Hanglage am Hügel über dem Haus von Shandon. Er gab an, dass zur Zeit, als er dies schrieb, noch Überreste existierten, und, dass das Gelände „The old Dun“ genannt würde. Laut Fraser gibt es keine Legenden über die Burg.